# Julie Kavner
Julie Kavner (ur. 5 września 1950 w Los Angeles) – amerykańska aktorka filmowa i głosowa, znana głównie jako podkładająca głos Marge Simpson w amerykańskiej wersji serialu Simpsonowie.

## Życiorys
Wychowała się w południowej Kalifornii, jest Żydówką. Uczyła się w szkołach teatralnych w Los Angeles i San Diego. Występowała w Old Globe Theatre w San Diego. Zagrała m.in. w pięciu filmach Woody’ego Allena.
Jej mężem był David Davis (zmarł w 2022 roku). Mieszka na Manhattanie.

## Filmografia

### Role filmowe
- Brenda Morgenstern[2] w sitcomie Rhoda(inne języki)[5] (Nagroda Emmy w 1978 roku[6])
- niewidoma kobieta w serialu Petrocelli(inne języki)[3]
- Laura w filmie Cin cin(inne języki)[5]
- Eleanor Costello w filmie Przebudzenia (1990)[7]
- Grace w filmie Przejrzeć Harry’ego (1997)[8]

### Dubbing
- Marge Simpson oraz jej siostry Patty i Selma w amerykańskiej wersji serialu Simpsonowie[9] (Nagroda Emmy w 1992 roku[6])
- gołębica w filmie Dr Dolittle (1998)[10]
- dyrektor obozu w filmie Spacer po księżycu(inne języki) (1999)[11]
- Ma w filmie Król lew 3: Hakuna matata (2004)[12]